# Kanton Valderiès
Kanton Valderiès is een voormalig kanton van het Franse departement Tarn. Kanton Valderiès maakte deel uit van het arrondissement Albi en telde 2805 inwoners in 1999. Het werd opgeheven bij decreet van 17 februari 2014 met uitwerking op 22 maart 2015. Alle gemeenten werden opgenomen in het nieuwe kanton Carmaux-1 Le Ségala.

## Gemeenten
Het kanton Valderiès omvatte de volgende gemeenten:
- Andouque
- Crespin
- Crespinet
- Saint-Grégoire
- Saint-Jean-de-Marcel
- Saussenac
- Sérénac
- Valderiès (hoofdplaats)